# Gondoí d'Alsàcia
Gondoí d'Alsàcia († 30 d'octubre del 656), va ser senyor de l'Ornois i de Toul, del Bassigny/Bolenois, i primer duc d'Alsàcia entre 640 i aproximadament 656.

## Ascendència
Segons el genealogista Christian Settipani, seria un nebot de Warnacari II, majordom de palau de Borgonys, i procedent d'una germana de Khagneric, comte de Meaux.

## Biografia
Tornant d'una missió, l'abat Eustaci de Luxeuil, li havia retut visita a la seva vil·la situada a la vora del Mosa. Gondoí li va presentar els seus dos fills, després va curar gràcies a una « unció d'oli beneït » la jove Salaberga, la seva filla, que era cega.
Vers el 634 Gondoin va fundar l'Abadia de Moutier-Grandval (Granfeld) (un dels primers convents fundats en territori dels alamans).
El 640, el rei d'Austràsia va fundar el ducat d'Alsàcia (que durarà fins al 754) per garantir a la part del Rin la seguretat de cara al poderós i independent ducat de Saxònia-Alamània. Sundgau i Nordgau foren fusionats sota l'autoritat d'un sol duc, d'un sol administrador reial (Domesticus) i d'un sol bisbe, els tres residint a Estrasburg. Va nomenar a Gondoí com a primer duc d'Alsàcia.
Aquest va afavorir, com també els seus successors, l'expansió del cristianisme creant abadies que asseguraven l'evangelització. Bonifaci el va succeir en el títol de duc d'Alsàcia.

## Descendència
Gondoí es va casar amb Saratruda amb la que va tenir cinc fills entre els quals:
- Santa Salaberga († el 22 de setembre del 656),[4] abadessa de Saint-Jean de Laon].[5]
- Leudinus Bodo, bisbe de Toul.
- Fulculf Bodo, senyor de l'Ornois, i amb terres a Alsàcia.